# Der König von Paris, 1. Teil - Die Geschichte des André Lifou
Der König von Paris, 1. Teil - Die Geschichte des André Lifou è un film muto del 1920 prodotto e diretto da Erik Lund

## Produzione
Il film fu prodotto dalla Ring-Film GmbH (Berlin).

## Distribuzione
Uscì nelle sale cinematografiche tedesche con il visto di censura rilasciato in data 16 agosto 1920. Il film fu presentato a Berlino l'11 novembre 1920.